# سلووپ ف تشخاخ
سلووپ ف تشخاخ (به لاتین: Sloup v Čechách) یک منطقهٔ مسکونی در جمهوری چک است که در ناحیه تشسکا لیپا واقع شده‌است.